# Hexagon-Problem des Pappos

Hexagon Problem des Pappos

Das Hexagon-Problem des Pappos bedeutet in der ebenen Geometrie die Aufgabe, sieben reguläre, zusammenhängende Sechsecke wie im Bild in einen gegebenen Kreis einzuschreiben.
Es ist das letzte Theorem, dass sich im Buch VIII, 16 des griechischen Geometers Pappos von Alexandria findet. Bei der Lösung sind nur Zirkel und Lineal als Hilfsmittel erlaubt. Er ist nicht zu verwechseln mit dem Satz von Pappos, der gelegentlich auch englisch Pappus's hexagon theorem genannt wird.

## Lösung

Lösung des Hexagon Problems

Die Konstruktion erfolgt in sieben Schritten:
1. Zunächst wird der Kreis um den Mittelpunkt A geschlagen und ein Radius AB gezeichnet.
2. Auf einer zu diesem Radius nicht parallelen, ansonsten beliebigen Gerade durch A werden 15 gleichlange Strecken von A bis C abgetragen.
3. Die Parallele zu BC durch den zehnten dieser Streckenabschnitte trifft AB im Punkt D.
4. Es wird ein gleichseitiges Dreieck mit Seite BD und sein Umkreis u konstruiert (grün).
5. Die Parallele zu BC durch den sechsten Streckenabschnitt von AC schneidet AB im Punkt F.
6. Es wird die Kreistangente durch F an u konstruiert, die u im Punkt H auf derselben Seite von AB berührt wie der Mittelpunkt E von u.
7. Die Strecke BH ist eine Seite der gesuchten Sechsecke, die daraus durch fortgesetzte Konstruktion von gleichseitigen Dreiecken (blassrot) erhalten werden können.

## Begründung
Die Zeichnungsebene wird als xy-Ebene aufgefasst, in der jeder Punkt P als Vektor (xP, yP) mit x- und y-Koordinate xP bzw. yP des Punkts dargestellt wird. Vektoren können miteinander addiert, subtrahiert und mit einer Zahl multipliziert werden, indem ihre Koordinaten addiert, subtrahiert bzw. multipliziert werden. Der Ursprung (0,0) des kartesischen Koordinatensystems wird in den Mittelpunkt A des Kreises gelegt, in den die Sechsecke einzuschreiben sind, und der Schnittpunkt des Kreises mit der positiven x-Achse definiert den Punkt B=(R,0), worin R der Radius des Kreises ist.

Lösung des Hexagon Problems

Bei regulären Sechsecken ist der Radius r ihres Umkreises gleich ihrer Kantenlänge. Der Punkt H des Sechsecks, das auch die Ecke B auf dem Kreis besitzt, hat deshalb von B den Abstand r und von A den Abstand 2r. Der Winkel ∠AHB beträgt als Innenwinkel eines regulären Sechsecks α=120°, und es ist cos(120°)=−1/2. Der Kosinussatz angewendet im Dreieck ΔBHA liefert die Kantenlänge r:
R2 = r2+(2r)2−2·r·(2·r)·cos(120°) = 7·r2, d. h. {\displaystyle {\mathsf {r=R/{\sqrt {7}}}}}.
Dieselbe Länge liefert die #Lösung. Denn
- BD hat nach Konstruktion aufgrund des Strahlensatzes die Länge 5R/15=R/3 und
- der Mittelpunkt E des Umkreises von ΔBDH liegt mittig zwischen B und D bei xE=5R/6.
- Die Höhe h des gleichseitigen Dreiecks mit Kantenlänge R/3 ist {\displaystyle {\mathsf {h={\sqrt {3}}R/3/2=R/{\sqrt {12}}}}} und daher liegt E im Abstand {\displaystyle {\mathsf {y_{E}=h/3=R/(2{\sqrt {27}})}}} von der y-Achse.
- Das zeigt {\displaystyle {\mathsf {E=(5R/6,R/(2{\sqrt {27}}))}}}.
- Der Radius des Umkreises ist {\displaystyle {\mathsf {\varrho =2h/3=R/{\sqrt {27}}}}}.
- Der Punkt F liegt nach Konstruktion im Abstand 6R/15 von A und damit in (2R/5,0). Zugleich ist |DF|=2R/3−2R/5=4R/15=4/5|BD|.[1]
- Der Mittelpunkt G des Thaleskreises über EF ergibt sich zu {\displaystyle {\mathsf {G=(E+F)/2={\big (}37R/60,R/(4{\sqrt {27}}){\big )}}}}.
- Der Radius des Thaleskreises ist {\displaystyle {\mathsf {\rho =|F-G|={\sqrt {133}}R/(10{\sqrt {27}})}}}.

Der Punkt {\displaystyle {\mathsf {H=(5R/7,{\sqrt {3}}R/7)}}} erfüllt die Voraussetzungen
1. Abstand zu G: {\displaystyle {\mathsf {|H-G|={\sqrt {133}}R/(10{\sqrt {27}})=\rho }}}
2. Abstand zu E: {\displaystyle {\mathsf {|H-E|=R/{\sqrt {27}}=\varrho }}}
3. Abstand zu B: {\displaystyle {\mathsf {|H-B|=R/{\sqrt {7}}=r}}}

Nummer eins zeigt, dass H auf dem Thaleskreis über EF liegt und Nummer zwei, dass H sich auf dem grünen Umkreis des Dreiecks befindet. Beides zusammen bedeutet, dass FH Kreistangente an den Umkreis ist. Der dritte Punkt schließlich beweist, dass HB die erforderliche Länge besitzt, was zu zeigen war.